# 人民広場駅 (上海市)
人民広場駅（じんみんひろば-えき）は、中華人民共和国上海市黄浦区人民広場にある、上海軌道交通（地下鉄）の駅。

## 概要
1号線、2号線、8号線の3路線が乗り入れ、合計18箇所の出入口がある。周辺は多数の観光スポット、ショッピングセンター、オフィスに囲まれ常に混雑している。

## 歴史
- 1995年4月10日 - 1号線開業。
- 1999年9月20日- 2号線開業。
- 2007年12月29日 - 8号線開業。乗り換え用の大型コンコースが供用開始され、1号線 - 2号線間の乗換距離を短縮。
- 2008年
  - 2月25日 - エスカレーターの上下方向などが変更され、動線を整理。
  - 7月29日 - コンコースの通路を増設。一方通行制度が厳格化。
- 2009年
  - 1月24日 - 8号線耀華路方面ホームで降車専用ホームが供用開始。地下鉄駅で両方のドアが開くのは、上海地下鉄では初めての試み。
  - 5月 - 2号線ホームにホームドアを設置。

## 駅構造
地下駅。九江路の南側の人民公園敷地内の地下に1号線・2号線・8号線の総合コンコース・改札口があり、ここから3路線のホームに短距離でアクセスできる。
1号線は島式ホーム1面2線を有する。ホームドアは設置されているが、2006年11月に後付けされたものである。8号線の開業を機に一部吹き抜け構造となり、ホームに自然光が差し込むようになった。2009年にホーム上に真空吸引式トイレが設けられた。
2号線は島式ホーム1面2線を有する。2009年5月に、上海軌道交通の地下駅としては初めて、大人の背の高さよりは少し低い可動式ホーム柵が設置された。ホーム東端（南京東路寄り）にトイレが設けられている。
8号線は単式・島式ホーム2面2線を有する。開業当初からホームドアが設置されている。開業当初は島式ホーム1面2線の形態だったが、乗降人員の割には有効幅が狭く、ラッシュ時間帯は激しく混雑していた。そこで、南行きの線路に隣接していた留置線をホームに改造し、2009年1月24日から、降車専用ホームとして供用を開始した。列車内のドアには「人民広場駅では沈杜公路駅方面行きのみ両側のドアが開きます」の中国語表記が貼付されている。

### のりば
※全ての路線において案内上ののりば番号は設定されていない。

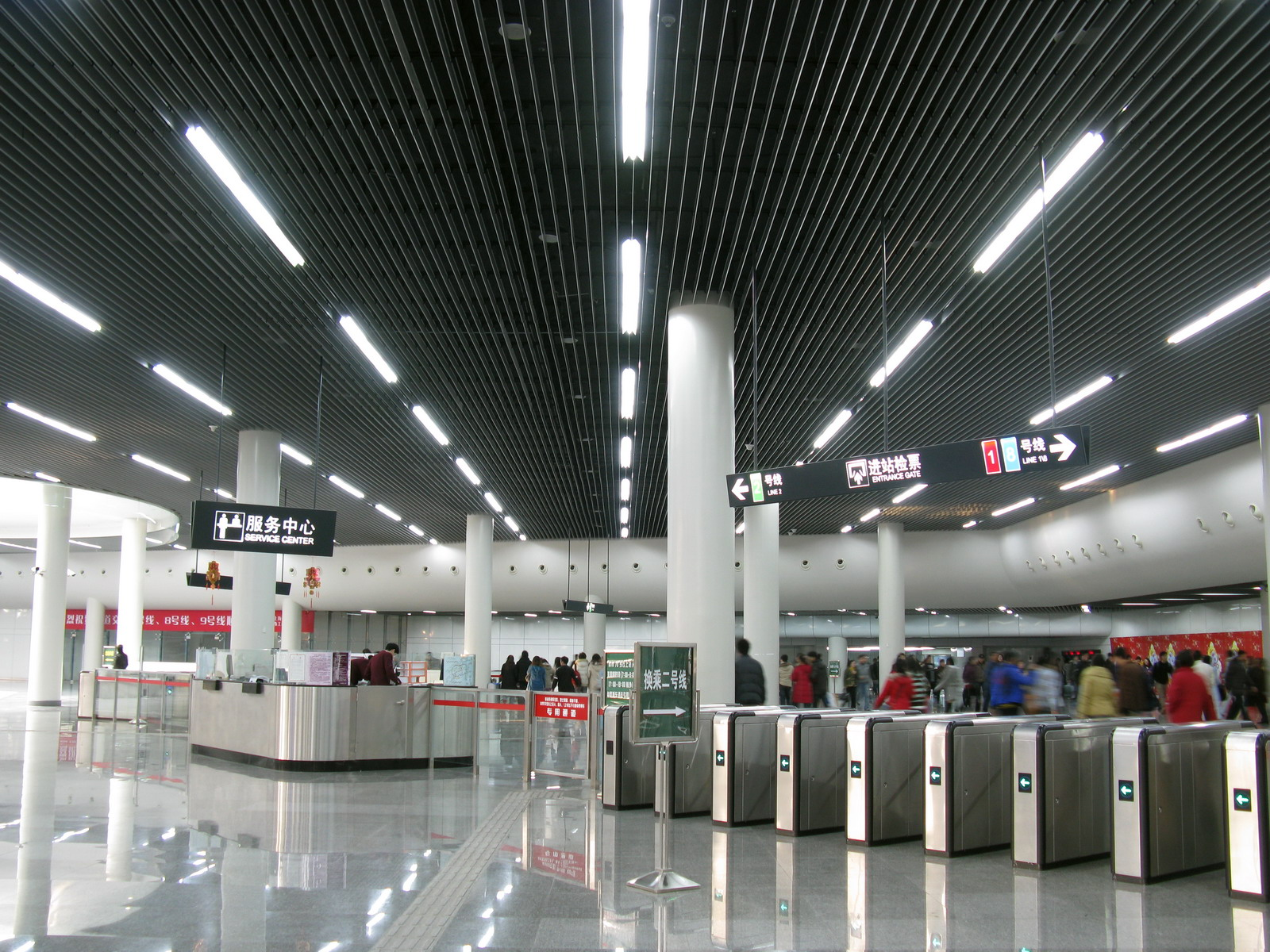
コンコース
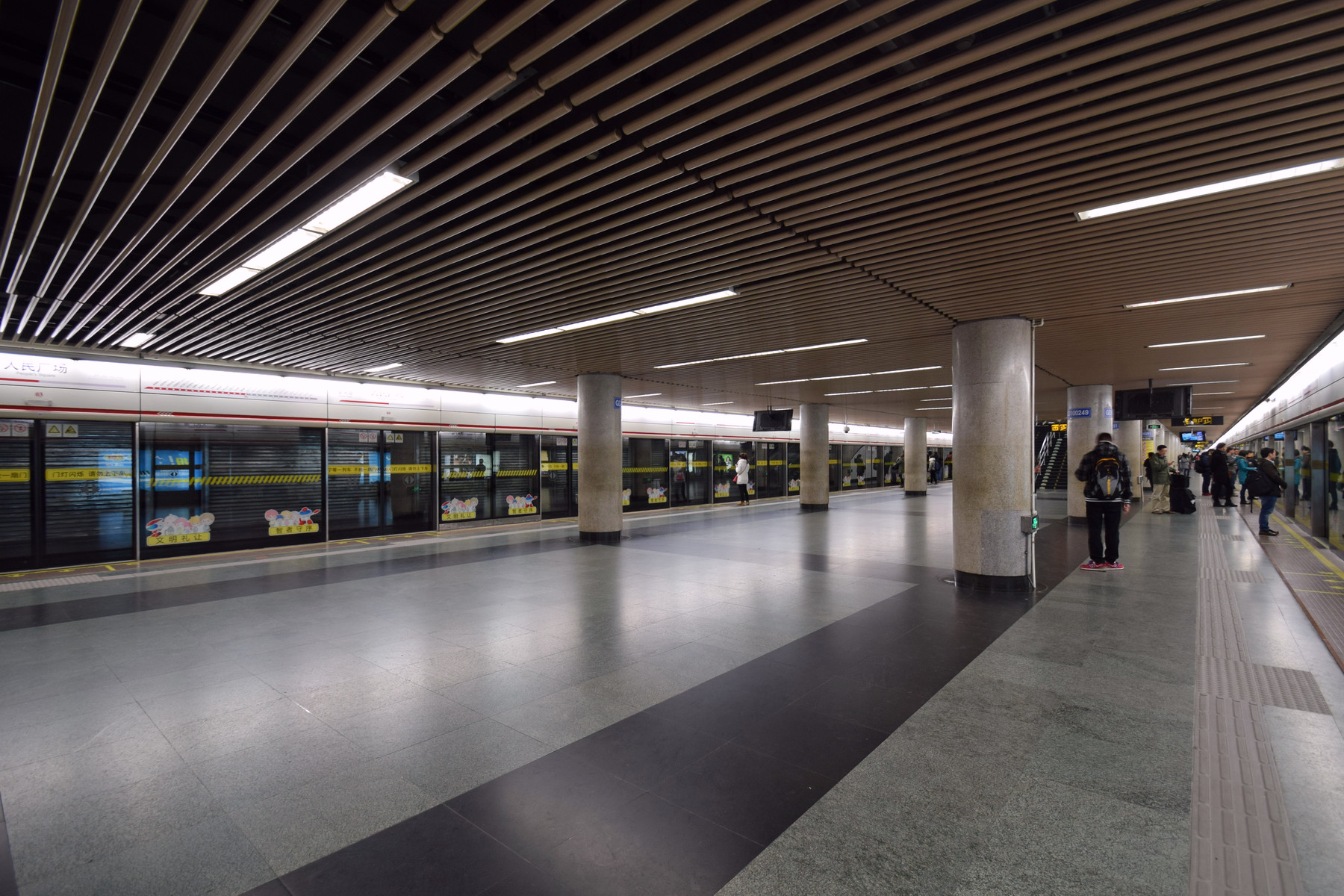
1号線ホーム
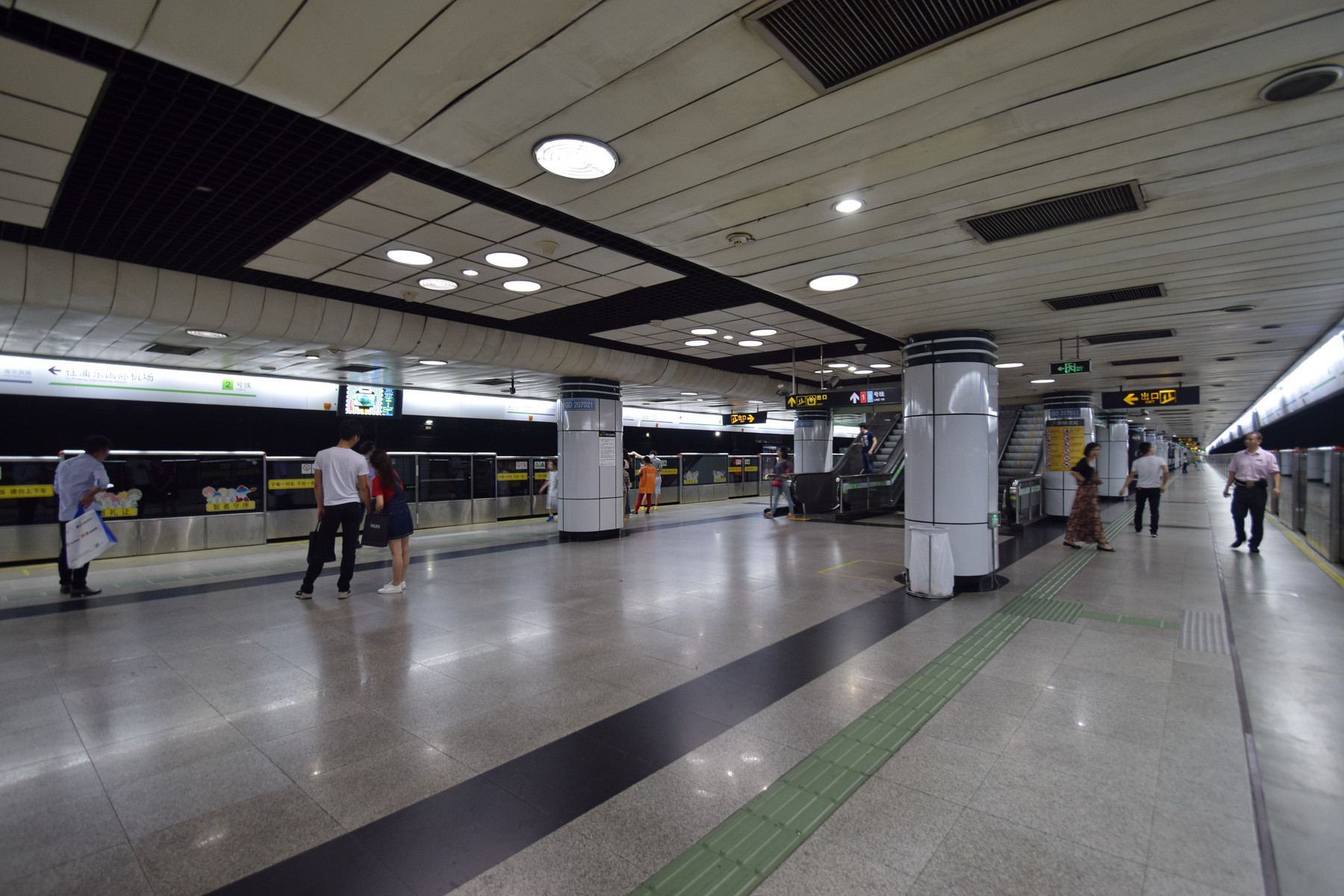
2号線ホーム
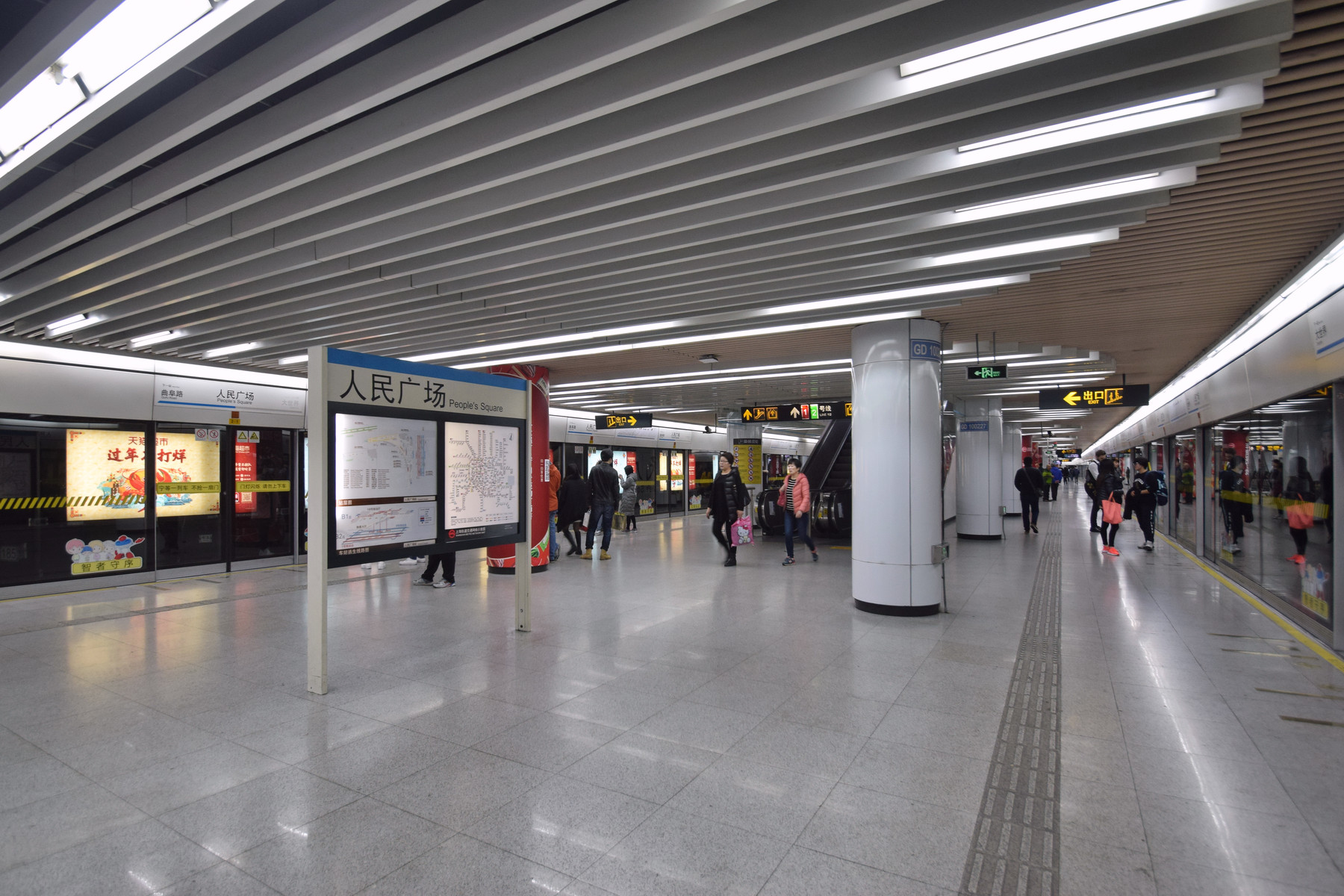
8号線ホーム

| 番線                   | 路線  | 行先                                   | 備考             |
| ---------------------- | ----- | -------------------------------------- | ---------------- |
| 1号線ホーム（地下2階） |       |                                        |                  |
| 北方面                 | 1号線 | 漢中路・上海火車駅・富錦路方面         |                  |
| 南方面                 | 1号線 | 徐家匯・上海南駅・莘荘方面             |                  |
| 2号線ホーム（地下3階） |       |                                        |                  |
| 西方面                 | 2号線 | 中山公園・虹橋駅・国家会展中心方面     |                  |
| 東方面                 | 2号線 | 世紀大道・竜陽路・浦東1号2号航站楼方面 |                  |
| 8号線ホーム（地下2階） |       |                                        |                  |
| 北方面                 | 8号線 | 虹口足球場・四平路・市光路方面         |                  |
| 南方面                 | 8号線 | 老西門・東方体育中心・沈杜公路方面     | 両側のドアが開く |

- コンコース
- 1号線ホーム
- 2号線ホーム
- 8号線ホーム

### 改良工事
1999年に2号線が開業した当初は、上海軌道交通線では唯一の乗換駅であり、乗換距離も標準的であった。ところが、利用客数の増加に対応できず、連絡通路で激しい混雑を引き起こすようになったため、2000年代に連絡通路が増設され、終日一方通行規制がかかるようになった。1号線から2号線への乗り換えは新設された連絡通路を通ることになったが、その距離は240m程度と、若干の距離があった。
しかし、8号線の開業で更なる利用客の増加が見込まれたため、乗換用の大型コンコースが整備されることになり、8号線の開業と同時に供用が開始された。大型コンコースの供用によって、各線の乗り換え距離は最長でも100m程度で行えるようになり、利便性が大幅に向上した。コンコースの天井部には、直径16mの天窓と、長さ120mに渡る天窓が設置されており、同駅は上海軌道交通の地下駅で初めて自然光が差し込む駅となった。
1号線と8号線の乗り場は隣接しており、乗り換えは短距離で行える。かつて1号線と8号線を対面乗り換えにする案が案があったが採用されなかった。

## 駅周辺
- 人民広場
- 人民公園
- 上海博物館
- 上海美術館
- 上海大劇院
- 南京路歩行者天国
- 上海市第一百貨商店（中国語版）
- 上海世茂国際広場
- 上海新世界（朝鮮語版）
- 人民大厦（中国語版）
  - 上海市人民政府（中国語版）
- 国際飯店
- 上海来福士広場（中国語版）
- 上海城市規画展示館
- 和平影都（中国語版）

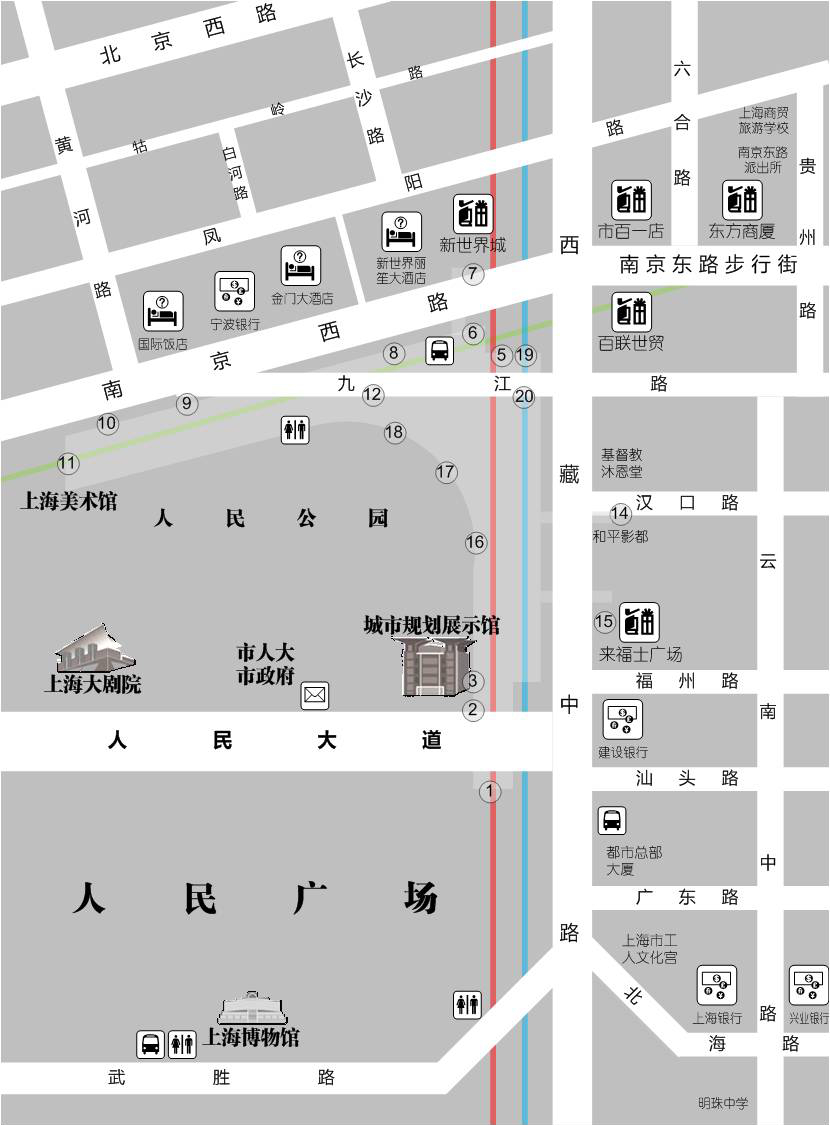
駅周辺地図

- 上海マダム・タッソー館（上海杜莎夫人蜡像馆）

## 隣の駅
上海軌道交通
 1号線
一大会址・黄陂南路駅 - 人民広場駅 - 新閘路駅
 2号線
南京西路駅 - 人民広場駅 - 南京東路駅
 8号線
曲阜路駅 - 人民広場駅 - 大世界駅